# Éditions Trouble fête
 (février 2025).
Motif : Editeur vite disparu, pas d'auteurs (re)connus, pas de publications notables et aucune source. Notoriété à vérifier.
- Archive Wikiwix
- Bing
- Cairn
- DuckDuckGo
- E. Universalis
- Gallica
- Google
- G. Books
- G. News
- G. Scholar
- Persée
- Qwant
- (zh) Baidu
- (ru) Yandex
- (wd) trouver des œuvres sur Wikidata

| 1. | Préciser le motif de la pose du bandeau. | Précisez le motif de la pose du bandeau en utilisant la syntaxe suivante : {{admissibilité à vérifier\|date=mars 2025\|motif=remplacez ce texte par le motif}}                             |
| 2. | Informer les utilisateurs concernés.     | Pensez à avertir le créateur de l'article, par exemple, en insérant le code ci-dessous sur sa page de discussion : {{subst:avertissement admissibilité à vérifier\|Éditions Trouble fête}} |

 (février 2025).
Si vous disposez d'ouvrages ou d'articles de référence ou si vous connaissez des sites web de qualité traitant du thème abordé ici, merci de compléter l'article en donnant les références utiles à sa vérifiabilité et en les liant à la section « Notes et références ».
Pour les articles homonymes, voir Trouble fête (homonymie).
Les Éditions Trouble Fête sont une maison d'édition française.
Dans un esprit militant, l'équipe de Trouble fête n'hésite pas à prendre des risques en abordant des sujets actuels ou polémiques.

## Histoire
La société n'ayant pas atteint ses objectifs a été dissoute en 2018.